# Фомин, Павел Степанович
Па́вел Степа́нович Фоми́н (1818—1885) — русский генерал, участник покорения Кавказа и Крымской войны.

## Биография
Павел Фомин родился 19 (31) января 1818 года и происходил из дворян Войска Донского. Получив воспитание во 2-м кадетском корпусе, он 2 августа 1836 г. был произведен в хорунжие и вскоре после того был назначен на Кавказ, где находился на правом фланге Кавказской линии под начальством генерал-майора Засса .
Постоянные экспедиции в горы дали возможность молодому Фомину уже на второй год службы принять участие в делах против горцев. Во время этих экспедиций за храбрость и распорядительность, оказанную при устройстве Лабинской линии, он был произведен в сотники и награждён орденом св. Анны 4-й степени с надписью «За храбрость». Прослужив на Кавказе около трёх лет, Фомин в 1840 г. вернулся на Дон и был назначен в учебный казачий полк, а спустя четыре года произведён в есаулы.
Вслед за тем Фомин был переведён в Донской сборный учебный полк, расположенный в Привислинском крае. С этим полком он принял участие в наступившей вскоре Венгерской кампании 1849 года и за отличия, оказанные при занятии города Кракова, был произведен в войсковые старшины и назначен состоять по особым поручениям при начальнике штаба Войска Донского.
В 1852 году Павел Степанович Фомин был произведён за отличие в подполковники и назначен командиром Донского № 9 полка. С этим полком он совершил Крымскую кампанию 1853—1856 гг., сначала составляя нашу передовую линию постов по левому берегу Дуная, затем, перейдя Дунай, участвовал в осаде Силистрии и за отличия, выказанные во время этой осады, был произведён в полковники; по возвращении же русских войск из Дунайских княжеств он со своим полком перешёл в Крым и участвовал в сражении на реке Чёрной, за что был награждён орденом св. Станислава 2-й степени с мечами.
По окончании Крымской кампании Фомин продолжал командовать донским № 9 полком до 1863 года, когда был назначен начальником штаба Войска Донского и в ноябре того же года был произведен в генерал-майоры.
В 1870 году Фомин был назначен походным атаманом донских казачьих полков Варшавского военного округа и в этой должности оставался до 1877 года, причём в 1871 году был произведён в генерал-лейтенанты.
На время Турецкой кампании 1877—1878 гг. Фомин был назначен наказным атаманом иррегулярных войск действующей армии, не входящих в состав дивизий.
С окончанием Турецкой войны был сначала зачислен по Войску Донскому, но вскоре назначен членом Военного совета. В этой должности он оставался до самой своей смерти. За свою почти 50-летнюю службу Фомин имел много орденов, до ордена св. Александра Невского включительно.
Генерал П. С. Фомин скончался 13 (25) декабря 1885 года после продолжительной болезни, в своём родовом имении в области Войска Донского.